# Стефанув (гміна Далікув)
Стефанув (пол. Stefanów) — село в Польщі, у гміні Далікув Поддембицького повіту Лодзинського воєводства.
У 1975-1998 роках село належало до Серадзького воєводства.